# Ettore Bugatti
Ettore Arco Isidoro Bugatti (Milánó, 1881. szeptember 15. – Párizs, 1947. augusztus 21.) az olasz származású francia autó, a Bugatti tervezője és gyártója.

## Életrajza
Olaszországban, egy milánói művészcsaládban született, Carlo Bugatti (1856–1940) idősebbik fiaként. Apja olasz szecessziós bútor, intarzia és ékszer tervező, anyja Teresa Lorioli volt. Öccse híres állat szobrász, Rembrandt Bugatti (1884–1916). Nénje, Luigia Bugatti, a festő Giovanni Segantini felesége volt. Apai nagyapja, Giovanni Luigi Bugatti pedig építész és szobrász volt.
Apja, Carlo Bugatti fiát is művésznek szánta, de a fiút inkább a gépek érdekelték, inasnak szegődött egy kerékpárgyártó céghez, ahol 14 évesen már triciklit motorizált, sőt szerkezetével országúti versenyeken is részt vett. Gyorsan bebizonyította mély ösztönös megérzését a gépjármű gyártás jövőjét illetően és autodidakta módon képezte magát, és alig tizenhét évesen – vásárolt alkatrészekből -  épített egy sportkocsit. Négyhengeres, négysebességes, háromliteres, lánchajtású autója 1901-ben Milánóban egy nemzetközi kiállításon elnyerte a város nagydíját.
Kocsijának gyártási jogait a lotharingiai de Dietrich báró vásárolta meg, Ettore Bugattit pedig niederbronni gyárába konstruktőrnek fogadta fel, innen Bugatti 1904-ben átigazolt a strasbourgi Mathis Cie. autógyárba, amely szintén megvásárolta a licencet, mellyel "Hermes" néven az 1906-os milánói nemzetközi kiállításon aranyérmet nyertek. 1907-től már a kölni Deutz gyár főmérnöke, 1910-ben a Szentpétervári autókiállításon egy Deutz-kocsival ismét aranyérmet nyert.
A kapott licencdíjakból és megtakarított pénzéből aztán saját vállalkozásba kezdett. Vállalkozásának megkezdéséhez egy elzászi, Molsheimben lévő volt festőüzemből alakította ki autógyártó üzemét, ahol 1910-ben 10, 1911-ben pedig már 65 kétüléses Bugatti készült. A Bugatti márka 1,4 literes kocsija 1911-ben a Le Mans-i 24 órás autóversenyen kategóriája nagydíját nyerte el. 1912-ben pedig már a Peugeot gyár megbízásából tervezte  meg a "Bébé-t", mely típus kora egyik legsikeresebb kiskocsija lett.
Az első világháború miatti szünet végett csak 1924-ben jelent meg új típussal, a 35-tel, amely igazi versenyautó volt. Ezután a harmincas évek végéig sikere töretlen volt, versenyzői a híres Le Mans-i versenyen is kétszer nyerték el a babérkoszorút.